# Phalaenopsis cochlearis
Phalaenopsis cochlearis Holttum, 1964 è una pianta della famiglia delle Orchidacee originaria dell'Asia orientale.

## Descrizione
È un'orchidea epifita di taglia piccola, a crescita monopodiale. Presenta un corto fusto portante da 2 a 4 foglie di forma da oblungo-ovata a oblungo-ellittica, evidentemente scanalate, specialmente nella parte alta. La fioritura avviene normalmente dalla primavera all'estate, mediante un'infiorescenza suberetta che aggetta lateralmente, lunga da 30 a 50 centimetri, ricoperta da piccole brattee di forma ovata e portante da pochi a vari fiori. Questi sono grandi da 4 a 5 centimetri, piuttosto spessi e cerosi e di colore che varia tra il verde chiaro e il giallo, con una caratteristica striscia rossastra alla base di petali, sepali. I sepali laterali si presentano ripiegati verso il basso e il labello presenta diverse venature rossastre..

## Distribuzione e habitat
La specie è originaria dell'Asia, in particolare della penisola malese e del Borneo (Sarawak, territorio insulare della Malesia), dove cresce epifita su alberi posti su terreni calcarei, o addirittura su bastionate calcaree, dal 450 fino a 700 metri di quota.

## Coltivazione
Questa pianta è bene coltivata in panieri appesi, su supporto di sughero oppure su felci arboree e richiede in coltura esposizione all'ombra, temendo la luce diretta del sole, e temperature piuttosto calde per tutto il corso dell'anno.